# أحمد متين دفتري
أحمد متين دفتري (1896 - 1971 م) هو سياسي وأديب، من أهل إيران.
هو أحمد متين دفتري ابن عين الممالك ابن محمد حسين ابن هداية الله المذكور. ولد في طهران سنة 1314 هـ / 1896 م وكان أستاذا بجامعة طهران.
كان رئيس الوزراء في فترة 1939 - 1940 م.